# Luis Chávez
Luis Chávez (Ciudad Guzmán, 15 januari 1996) is een Mexicaans voetballer die doorgaans als middenvelder speelt. Hij kocht in juli 2023 zelf zijn contract bij Pachuca af, waarmee hij een transfervrije status kreeg. Chávez debuteerde in 2022 in het Mexicaans voetbalelftal.

## Clubcarrière
Chávez begon in 2011 in de jeugdopleiding van Pachuca in eigen land. Een jaar later stapte hij over naar Club Tijuana, waarvoor hij in 2014 zijn debuut in het eerste elftal maakte. In vijf seizoenen bij de club wisselde hij vaak tussen jeugdteams, tweede elftal en eerste elftal. Hij bereikte in vijf jaar één keer de top 8 met Tijuana. Zijn ploeggenoten en hij werden daarna in de play-offs in de eerste ronde uitgeschakeld. Chávez keerde in 2019 terug naar Pachuca. Hiermee werd hij in de eerste seizoenshelft van 2022/23 (de Apertura) Mexicaans landskampioen.

## Clubstatistieken
| Seizoen     | Club        | Competitie  | Competitie | Competitie | Beker | Beker | Internationaal | Internationaal | Totaal | Totaal |
| Seizoen     | Club        | Competitie  | Wed.       | Dlp.       | Wed.  | Dlp.  | Wed.           | Dlp.           | Wed.   | Dlp.   |
| ----------- | ----------- | ----------- | ---------- | ---------- | ----- | ----- | -------------- | -------------- | ------ | ------ |
| 2014/15     | Tijuana     | Liga MX     | 4          | 0          | 9     | 0     | —              | —              | 13     | 0      |
| 2015/16     | Tijuana     | Liga MX     | 10         | 0          | 8     | 1     | —              | —              | 18     | 1      |
| 2016/17     | Tijuana     | Liga MX     | 9          | 1          | 6     | 0     | —              | —              | 15     | 1      |
| 2017/18     | Tijuana     | Liga MX     | 25         | 2          | 3     | 0     | 2              | 0              | 30     | 2      |
| 2018/19     | Tijuana     | Liga MX     | 23         | 0          | 5     | 1     | —              | —              | 28     | 1      |
| Club totaal | Club totaal | Club totaal | 71         | 3          | 31    | 2     | 2              | 0              | 104    | 5      |
| 2019/20     | Pachuca     | Liga MX     | 20         | 2          | 6     | 0     | —              | —              | 26     | 2      |
| 2020/21     | Pachuca     | Liga MX     | 40         | 3          | 0     | 0     | —              | —              | 40     | 3      |
| 2021/22     | Pachuca     | Liga MX     | 35         | 6          | 0     | 0     | —              | —              | 35     | 6      |
| 2022/23     | Pachuca     | Liga MX     | 40         | 3          | 0     | 0     | 2              | 0              | 42     | 3      |
| Club totaal | Club totaal | Club totaal | 135        | 14         | 6     | 0     | 2              | 0              | 143    | 14     |

Bijgewerkt t/m 23 juli 2023.

## Interlandcarrière
Chávez werd in september 2020 voor het eerst bij de Mexicaanse selectie geroepen voor een oefeninterland tegen Guatemala. Hij maakte toen nog niet zijn debuut. In april 2022 kreeg Chávez van bondscoach Gerardo Martino opnieuw een oproep voor nog een oefeninterland tegen Guatemala. Hij maakte deze keer wel zijn debuut en speelde de volledige 90 minuten. Chávez maakte later dat jaar deel uit van de definitieve selectie voor het WK 2022. Hij maakte in het groepsduel met Saoedi-Arabië (1–2 winst) uit een vrije trap de 0–2, zijn eerste interlanddoelpunt. Mexico strandde in de groepsfase. Chávez speelde in alle duels tijdens het toernooi. Chávez won in 2023 met Mexico de CONCACAF Gold Cup. Hij stond dat toernooi in alle zes de speelrondes in de basis en scoorde tegen Honduras en Jamaica.
| Interlands van Luis Chávez voor Mexico | Interlands van Luis Chávez voor Mexico | Interlands van Luis Chávez voor Mexico | Interlands van Luis Chávez voor Mexico | Interlands van Luis Chávez voor Mexico | Interlands van Luis Chávez voor Mexico |
| No.                                    | Datum                                  | Wedstrijd                              | Uitslag                                | Competitie                             | Bijz.                                  |
| Als speler van CF Pachuca              | Als speler van CF Pachuca              | Als speler van CF Pachuca              | Als speler van CF Pachuca              | Als speler van CF Pachuca              | Als speler van CF Pachuca              |
| -------------------------------------- | -------------------------------------- | -------------------------------------- | -------------------------------------- | -------------------------------------- | -------------------------------------- |
| 1                                      | 27 april 2022                          | Mexico – Guatemala                     | 0 – 0                                  | Vriendschappelijk                      |                                        |
| 2                                      | 5 juni 2022                            | Mexico – Ecuador                       | 0 – 0                                  | Vriendschappelijk                      |                                        |
| 3                                      | 11 juni 2022                           | Mexico – Suriname                      | 3 – 0                                  | CONCACAF Nations League 2022/23        |                                        |
| 4                                      | 14 juni 2022                           | Jamaica – Mexico                       | 1 – 1                                  | CONCACAF Nations League 2022/23        |                                        |
| 5                                      | 31 augustus 2022                       | Mexico – Paraguay                      | 0 – 1                                  | Vriendschappelijk                      |                                        |
| 6                                      | 24 september 2022                      | Mexico – Peru                          | 1 – 0                                  | Vriendschappelijk                      |                                        |
| 7                                      | 27 september 2022                      | Mexico – Colombia                      | 2 – 3                                  | Vriendschappelijk                      |                                        |
| 8                                      | 9 november 2022                        | Mexico – Irak                          | 4 – 0                                  | Vriendschappelijk                      |                                        |
| 9                                      | 16 november 2022                       | Mexico – Zweden                        | 1 – 2                                  | Vriendschappelijk                      |                                        |
| 10                                     | 22 november 2022                       | Mexico – Polen                         | 0 – 0                                  | WK 2022 – Groepsfase                   |                                        |
| 11                                     | 26 november 2022                       | Argentinië – Mexico                    | 2 – 0                                  | WK 2022 – Groepsfase                   |                                        |
| 12                                     | 30 november 2022                       | Saoedi-Arabië – Mexico                 | 1 – 2                                  | WK 2022 – Groepsfase                   | Goal                                   |

## Erelijst
| Competitie         | Aantal | Jaren |
| ------------------ | ------ | ----- |
| Pachuca            |        |       |
| Liga MX (Apertura) | 1x     | 2022  |
| Mexico             |        |       |
| CONCACAF Gold Cup  | 1x     | 2023  |